# 해저군함 2
해저군함 2(緯度0大作戦, Ido Zero Daisakusen, Atragon II)는 일본에서 제작된 혼다 이시로 감독의 1969년 가족, 액션, 모험, SF, 판타지 영화이다. 조지프 코튼 등이 주연으로 출연하였다.

## 출연

### 주연
- 조지프 코튼  - 크레이그 매켄지 ('알파'호 함장) 역
- 시저 로메로  - 말리크 ('블러드 록'의 보스) 역

### 조연
- 타카라다 아키라 - 타시로 켄 (해양학자) 역
- 오카다 마스미 - 쥘 마송 (해양학자) 역
- 리처드 제이컬 - 페리 로턴 (신문기자) 역
- 퍼트리샤 메디나 - 루크레치아 (말리크의 동료) 역
- 나카야마 마리 - 오카다 츠루코 역
- 히라타 아키히코 - 스가타 박사 역
- 나카무라 테츠 - 오카다 박사 (원자물리학자, 츠루코의 아버지) 역
- 오오마에 히토시 - 코보 역
- 쿠로키 히카루 - 쿠로이가 ('검은 상어'호 함장) 역
- 린다 헤인스 - 앤 바턴 ('위도 0'의 의사) 역

## 제작진
- 각색: 워런 루이스
- 미술: 키타 타케오
- stories: 테드 셔드먼